# Organotropisme
l'organotropisme désigne le processus par lequel certaines molécules, qui peuvent être des contaminants, des toxiques, des radionucléides ou de simples oligo-éléments (comme l'iode vers la thyroïde) sont dirigés et éventuellement durablement stocké par certains organes, de manière préférentielle, voire quasi-exclusive. 

Ceci se fait dans le cadre du fonctionnement normal d'organes, dans le cadre d'une thérapie, ou au sein de l'organisme en cas de processus exceptionnels de détoxication (en cas d'empoisonnement), avec dans les deux derniers cas de possibles séquelles pour l'organe ou l'organisme. 

Certains organes des animaux à sang froid ou chaud sont fortement impliqués dans la détoxication et/ou dans la bioconcentration de contaminants variés. Ce sont le foie, le rein et divers organes dont le cerveau et l'os (qui fixe par exemple 80 % du plomb ingéré et passé dans le sang, pour plusieurs décennies). 

## Intérêt
La compréhension de ces mécanismes a une grande importance en médecine et en écologie, notamment pour comprendre ou limiter les impacts de molécules toxiques très rémanentes (organochlorés, organophosphorés...) ou non biodégradables ou très lentement dégradables (métaux lourds, radionucléides par exemple..).  
L'organotropisme est également utilisé pour soigner. À titre d'exemple, une molécule toxique (césium radioactif à usage médical) qui ne se lie durablement qu'à la thyroïde permet de détruire cet organe lorsqu'il est touché par un cancer. Une partie de la chimiothérapie repose sur ce principe.
L'organotropisme explique pourquoi certains polluants ont de graves effets, alors qu'ils ne sont présents dans l'environnement qu'à très faible dose ; ils sont fortement bioconcentrés dans le temps par un organe particulier (thyroïde, glande, gonade, etc.) et finissent par dépasser leur seuil de toxicité.
Ceci explique aussi pourquoi certains animaux sont de plus en plus contaminés par certains toxiques avec l'âge, et pourquoi le réseau trophique peut bioconcentrer certains polluants à peine détectables dans l'environnement.

Ceci explique aussi pourquoi certains relargages de toxiques peuvent se faire à l'occasion de changements physiologiques (ex chez la femme : relarguage de plomb à partir des os, après la ménopause, lors du processus d'ostéoporose (Une des formes discrètes et différées du saturnisme)